# Dendrotrophe amorpha
Dendrotrophe amorpha är en tvåhjärtbladig växtart som beskrevs av Hans Ulrich Stauffer. Dendrotrophe amorpha ingår i släktet Dendrotrophe och familjen Amphorogynaceae. Inga underarter finns listade i Catalogue of Life.